# دلال أبو حيدر
دلال أبو حيدر (2 يوليو1971 -) إعلامية لبنانية.

## حياتها الخاصة
ولدت في طلياالبقاع لعائلة مكونة من والدها نعمان ووالدتها سهام هي الأخت الصغرى بين خمسة أولاد هم سعيد سليم هناء وسناء
تخصصت دلال في مجال الصحافة والإعلام في الجامعة
تزوجت من السيّد وليد أبي أنطون في الرابع من تموز 2014

## مشوارها المهني
دخلت المجال الاعلامي المرئي والمسموع في العام 2003 بدأت عملها في ال بي سي الفضائية اللبنانية كمذيعة أخبار لتلتحق بعدها في العام 2007 إلى المؤسسة اللبنانية للارسال انترناشيونل حيث عملت في تقديم النشرات الاخبارية واعداد التقارير.
في يوليو عينت في منصب مساعد رئيس تحرير نشرات الاخبار في “ال بي سي” من دون ان يبعدها المنصب الجديد عن مهنة التقديم أو عن الاطلالات الاخبارية.
في مايو 2017 غادرت المؤسسة اللبنانية للإرسال بعد أربعة عشر عاما قضتها فيها موضحة أنها ما تزال على علاقة طيبة مع زملائها والإدارة